# Николо-Радовицкий монастырь
Николо-Радовицкий монастырь — мужской монастырь Коломенской епархии Русской православной церкви в Мещёре, в селе Радовицы муниципального округа Егорьевск Московской области России.

## Основание монастыря
История Николо-Радовицкого монастыря восходит к первой половине XV века. Предшественником Николо-Радовицкого монастыря считается Акакиева пустынь, основанная иноком Пахомием, греком по происхождению, сподвижником митрополита Фотия, — на острове Святого озера. Местность вокруг озера инок наименовал «Радовицами» в честь своей родины в Фессалии. Постепенно вокруг отшельника начинают собираться люди, ищущие такого же уединения.
Новая история монастыря начинается с момента обретения чудотворного образа святителя Николая монахом обители Ионою, по прозванию Рогожа, в середине XVI века. От образа сразу же начали происходить многочисленные чудеса. Весть об этом быстро распространилась по окрестностям и начала привлекать в обитель множество паломников и поклонников и любителей иноческой жизни. Маленький островок уже не мог вмещать столько богомольцев и необходимо было воздвигать новую обитель на «суше». В 1584 году монастырю была пожалована окрестная земля согласно дарственной грамоты царя Ивана Грозного, данной игумену Ионе Рогоже. Этот год и следует считать датой основания Николо-Радовицкого монастыря.

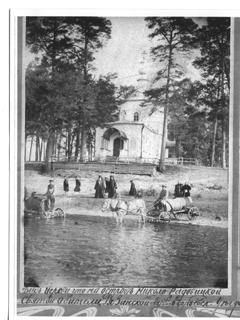
Храм на острове Святого озера (начало XX века)
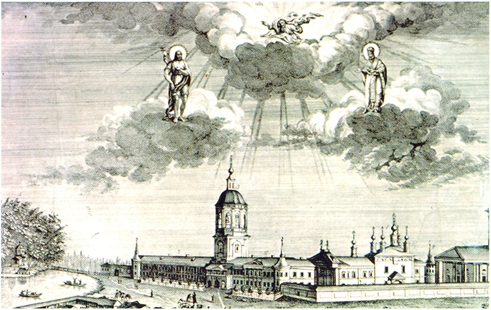
Старинная гравюра
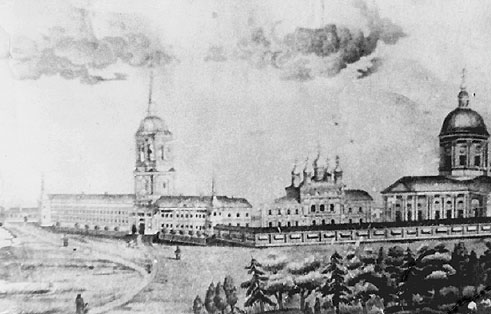
Старинная гравюра

## Святыня
Главная святыня монастыря — резной образ святителя Николая чудотворца. По своему внешнему виду образ этот сходен с Можайским образом угодника Христова, то есть святитель изображается с мечом и храмом. Единственным отличием является наличие у Радовицкого образа святителя Николая митры. Вырезан он из цельного яблоневого дерева и имеет в вышину 2 аршина 3 вершка (1,5 метра). На нём серебряная, позлащенная риза, представляющая собой святительское облачение (крестчатое золотыми крестиками) — фелонь, палицу, омофор. Митра святителя и нимб с сиянием — серебряные позолоченные, обнизанные жемчугами, алмазами, стёклами восточного хрусталя и стразами. С правой стороны меч обложен серебром, позолоченным с алмазами и стразами. В левой руке изображение церкви из дерева местами позолоченное.
Замечательна историческая судьба этого образа. В точности неизвестно, когда он явился. Из различных письменных памятников обители видно, что при игумене Ионе Рогоже образ уже был в монастыре и почитался явленным. Иона Рогожа жил около последней четверти XVI века, следовательно, не позднее середины того же века явился и образ. С этого времени в течение полутораста или более лет он находился в великой славе, источая множество исцелений, которых уже в начале XVIII века было засвидетельствовано более 250. Но в 1722 году монастырь обвинили в том, что он слишком усердно распространяет вести об исцелениях у образа святителя, и по указу императора Петра I икона была взята из монастыря и поставлена с прочими резными образами при Святейшем Синоде, и находилась там пять лет. Иноки Радовицкой обители не раз обращались к государю с просьбой вернуть образ, приводя в подтверждение многочисленные чудеса, происходившие у иконы, но Пётр I, скептически относившийся ко всяким чудесам и считавший их небылицами и суевериями, каждый раз отказывал в прошении.
Богомолье в монастыре, лишенном главной святыни, прекратилось, обитель оскудела так, что архимандрит Гедеон ввёл пошлину за дозволение вступать в брак, с каждого жениха и невесты 8 алтын и 2 деньги, что вскоре было пресечено высшим начальством.
При Екатерине II, при изъятии земель у церквей и монастырей, экономическое положение монастыря резко ухудшилось, но, несмотря на это обустройство, продолжалось — все деревянные монастырские постройки были заменены на каменные. С 1750 по 1780 г. была построена колокольня со святыми вратами и надвратной Петропавловской церковью во втором ярусе. В колокольне был придел во имя преподобного Михаила Малеина, обгоревший в 1728 г. и разобранный в 1783 г. Игумен Манассия (1755 −1759 гг.) возобновлял монастырские здания после пожара, но при этом повысил сборы с монастырских вотчин, чем вызвал бурный протест крестьян. Когда он отправился убеждать недовольных, то услышал укоризны и брань и «вытерпел обиду от них делом». При архимандрите Антонии на острове возобновлена деревянная церковь святителя Николая, в 1761 г. было получено благословение вместо часовни, издревле стоявшей на острове, возвести храм. В 1790 г. построен настоятельский корпус, в котором в XIX веке находился приют для детей-сирот духовного звания. В 1816 г. началось строительство каменного собора святителя Николая с приделами в честь прп. Сергия Радонежского и Свт. Алексия, митрополита Московского. Храм устроен по плану архитектора И.Русско — в итальянском стиле, с высоким круглым куполом и одною главою, длиной 40 аршин, шириной 45 с половиной аршин и освящён 22 октября 1839 г. Храм начался строится при архимандрите Авраамии, который похоронен под сенью храма и закончено строительство его преемником архимандритом Паисии. На построение храма израсходовано 175 тыс. рублей, в том числе на устройство иконостаса уплачено 96 600 руб. (иконостас сильно пострадал при пожаре в 1890 г.). В 1868 г. на месте каменного собора XYII века построен новый каменный собор Рождества Божией Матери с приделом Иоанна Предтечи, который стал украшением обители — освящён 26 августа 1870 г.
После смерти императора его прежняя супруга Евдокия Фёдоровна Лопухина, в иночестве Елена, вернувшаяся из ссылки в Москву, выпросила икону себе в Московский Новодевичий монастырь. Узнав историю чудотворного образа, Евдокия Фёдоровна вернула его в Радовицкую обитель. В 1728 году икона на руках с зажжёнными свечами и пением псалмов была перенесена из Москвы в монастырь, где и прибывала до смутных времен XX века. Когда монастырь начали осквернять образ был передан благочестивыми христианами в Пятницкую церковь села Туголес Шатурского района, где и прибывал до настоящего времени. Сейчас чудотворный образ находится в соборе Рождества Богородицы Николо-Радовицкого монастыря. Подлинные серебряная риза и митра, а также оклад меча с камнями были утрачены.

## Жертвователи монастыря и его подворья
На поклонение к святому образу приходило всё больше и больше людей. Каждый житель Егорьевского края считал необходимым посетить монастырь, побывать на Святом озере, помолиться в церкви святителя Николая, приложиться к его чудотворному образу. В монастырь приходили убогие и больные, крестьяне и видные государственные деятели, высокие чиновники и купцы, царская семья и воеводы, князья и мастеровые. Они же были и жертвователями на строительство и украшение монастыря. Самыми известными вкладчиками материальных средств в монастырь в разные годы быль: мать Петра I, княгиня Наталья Кирилловна, царевна Софья Алексеевна, царь Иоанн Алексеевич, императрица Анна Иоанновна, князь Владимир Волконский, княгиня Долгорукова, князь Андрей Черкасский, боярин Фёдор Бутурлин, боярин Пётр Шереметьев.
В монастырской ризнице находилось много замечательных вещей и священных предметов: напрестольные Евангелия, из которых самое древнее относилось к 1652 г., древние сосуды, чаши, серебряные кресты, древние иконы. Монастырская библиотека насчитывала более 260 книг. Среди других святынь монастыря была икона святителя Николая с частицей его мощей, которые были получены в Риме, о чём свидетельствовала грамота Римского кардинала на латинском языке. Ещё один образ святителя, именуемый «малым», был особо почитаем среди старообрядцев, потому что святитель благословлял на нём двумя перстами, был покрыт золотой чеканкой и жемчугом, со следующей надписью: «Лета 7177 поставили сей образ великого чудотворца Николая с чудесами в Радовицком монастыре приказчики души Иоанна Андреевича Ржевского». 
Также в обители хранились: 
1) серебряно-вызолоченный напрестольный крест с надписью «Лета 206 декемврия в 17 день сей благословенный крест по обещанию своему приложил боярин Алексей Семенович Шеин в обитель Николая чудотворца Радонежского»;
2) напрестольное Евангелие, изданное в 1655 г., с надписью по листам, из которой видно, что оно приложено в 189(1681) г. 7 февраля царевной Татьяной Михайловной;
3) возду́хи, шитые серебром и золотом, с надписью «Дал сей покров боярин стольник Илья Данилович Милославский по родителех своих в церковь к Николе Радовицкому лета 7166 (1658)»;
4) серебряная водосвятная чаша, на краях которой написано «Лета 190(1682) г. по обещанию сию чашу приложил в вклад в дом Николе Радовицкому чудотворцу стольник князь Андрей Мещерский»;
5) наперсный крест золотой с мощами, обнизанный жемчугом и яхонтами, пожертвован в обитель князем Черкасским;
6) серебряное паникадило, устроенное в 1633 года при игумене Нифонте. 
Судьба чудотворных образов и других святынь неизвестна.
К середине XVII века у монастыря были значительные земельные владения, переданные на помин души землевладельцами. На этих землях, кроме иноков обители, трудились и жители близлежащих сел, имея возможность обеспечивать продуктами не только монастырь, но и кормить свои семьи. В 1792 году Егорьевскими городскими властями монастырю была подарена водяная мельница на реке Гуслице близ Егорьевска.
Николо-Радовицкий монастырь не оставил без внимания и осиротевших детей. В старом игуменском корпусе был устроен приют для детей-сирот духовного звания.
В разные времена монастырь имел на содержании ещё два монастыря, в Егорьевском уезде им были выстроены два приходских храма.
В селе Радовицы монастырю принадлежали пять гостиниц, из которых одна двух- и одна трёхэтажные, скотный двор, торговая лавка, чайная. До сегодняшнего дня сохранилось только здание бывшей чайной, в нём проживают люди.

## Монастырь в советское время
В XVIII веке численность братии монастыря доходила до 140 человек, в 1897 года в монастыре находилось 48 монахов.
В XX веке монастырь постигла участь многих монастырей и храмов, в 1919 году его закрыли. Перед закрытием в монастыре подвизалось 16 монахов и 2 послушника. В 1923 году монахов разогнали, и лишь последний настоятель игумен Мелетий не бросил вверенной ему святыни и продолжал жить в Радовицах. Умер он в середине 1930-х годов и покоится на сельском кладбище.
В новом игуменском корпусе расположилась школа, в храме святых праведных Богоотцов Иоакима и Анны расположился пункт по приему от населения молочной продукции, братский корпус был передан под хлебопекарню и прядильный цех, в монастырской гостинице расположился акушерский пункт. После закрытия перед войной приходского храма Рождества Богородицы, вернувшийся из ссылки его настоятель - священник Василий Парнасов (1869 г. рождения) служил службы в монастырском соборе  Рождества Богородицы, но в 1943-м под предлогом эпидемии ящура ему запретили это делать. С тех пор благочестивые люди собирались на дому местной жительницы Елены Левинской и молились там. Елена приютила у себя отца Василия, так как его собственный дом отобрали. Отец Василий, вплоть до самой своей кончины в начале 1950-х, крестил детей, окормлял посильно группу верующих. Сын отца Василия Михаил участвовал в Великой Отечественной войне, лейтенант, награждён медалью "За отвагу" и орденом Красной звезды.
В конце октября 1945 года в Радовицах взорван собор святителя Николая, в послевоенное время разобраны южная и западная стены монастыря на нужды образовавшегося здесь предприятия по добыче торфа. По рассказам очевидцев, монастырская библиотека, книги в кожаных переплётах, лежали в середине 1950-х грудой на полу, по этой груде ходили ногами. Лишь храм Рождества Богородицы, в который была снесена вся не изъятая утварь, до конца 1960-х годов сиял прежним великолепием.
После того, как в 1960-х годах все службы из монастыря были переведены в новообразовавшийся рабочий посёлок Рязановский, монастырские здания стали целенаправленно осквернять и разрушать. Собор Рождества Богородицы в 1980-е годы стоял без окон и дверей, овцы в летнюю жару искали прохлады под его сводами. Молодёжь собиралась в нём на Пасху и устраивала внутри огромный костёр из автомобильных покрышек. В результате рухнули своды. И таким образом к концу XX века монастырь превратился в груду развалин. Местами сохранились стены братского и настоятельского корпусов, угловые башни, остов колокольни, в храме Рождества Богородицы вместо сводов сияет голубое небо, а стены покрыты трещинами.

## Восстановление
28 декабря 2006 года Священным Синодом Русской Православной Церкви было принято решение о возобновлении монашеской жизни в древнем Николо-Радовицком монастыре. 18 марта 2007 года состоялись торжества по случаю открытия обители.
С весны 2007 года в монастыре начались реставрационные работы. За прошедшее время были укреплены фундаменты нового настоятельского корпуса, установлены строительные леса, смонтирована временная кровля. Архитекторами ведётся работа по разработке общей концепции восстановления монастыря, проектной документации реставрации настоятельского корпуса. С территории монастыря вывозятся тонны мусора, битого кирпича и земли, накопившихся за годы запустения. Начаты консервационные работы на центральном соборе Рождества Богородицы, вокруг монастыря устанавливается временная ограда. В храме, где совершаются богослужения, также идут реставрационные работы.
По Федеральному закону «Об охране объектов культурного наследия (памятников истории и культуры)» Николо-Радовицкому монастырю присвоен статус памятника федерального значения (Ф-176).

## Известные люди
На территории монастыря были похоронены многие известные граждане России. В 1681 году погребён Григорий Ляпунов, потомок известного предводителя Рязанского ополчения в Смутное время, а в 1726 году стольник, позднее юстиц-коллегии асессор Иван Ляпунов. Некоторое время в обители проживал Софроний Лихуд, один из двух братьев, которых прислал в Россию патриарх Иерусалимский Досифей и с которых началась история первого высшего учебного заведения в Москве — Славяно греко латинской академии, будущей Московской духовной академии.
Монастырь посещал поэт Сергей Есенин.

## Настоятели
игумены
- Пахомий (XV век)
- Иона Рогожа (? — 1584)[1]
- Антоний (упом. 1619)
- Иосиф (1620 — упом. 1623)
- Иларион (упом. 1629)
- Евфимий (упом. 1634)
- Антоний II (упом. 1642 — упом. 1651)
- Иосиф II (упом. 1659)
- Нифонт (упом. 1663)
- Иосаф (упом. 1669)
- Ферапонт (1669−1677)
- Иаков (1677—1681)
- Игнатий (Шангин) (1681—1687)
- Иларион II (1688—1697)
- Герасим (1697—1700)
- Давид (1700—1702)

архимандриты
- Иродион (1702−1704)
- Мисаил (1704—1711)
- Иосиф (1712—1717)
- Иосаф II (1718—1738)
- Манассия (1755—1759)
- Антоний (1759—1762)
- Викентий (1762—1781)

игумены
- Иоаким (1781—1797)
- Сергий (1797—1804)
- Гедеон (1805—1808)
- Виссарион (1808—1811)
- Авраамий (1811—1819)
- Паисий (1819—1832)
- Гедеон II (1832—1835)

архимандриты
- Иоаким (1835—1841)
- Павел (1842—1852)

Наместники
- Иоасаф (1852—1862)
- Владимир (Добролюбов) (1862—1878)
- Мелетий (Якимов) (1878—1879)
- Нестор (Ильинский) (1879—1890)
- Тихон (1890 — ?)
- Мелетий (?)
- Августин (Французов — с 2006; игумен с 2007)